# منطقه رقه
منطقه رقه (به عربی: منطقة مرکز الرقة) یک تقسیمات کشوری سطح دوم در سوریه است که در استان رقه واقع شده‌است. منطقه رقه ۵۰۳٬۹۶۰ نفر جمعیت دارد.